# Actiones directae
Actiones directae – w prawie rzymskim grupa powództw o charakterze podstawowym, tj. takich na podstawie których pretor tworzył powództwa analogiczne (actiones utilis), poprzez udzielenie powództwa opartego na fikcji (actiones ficticiae) lub poprzez udzielenie powództwa z przestawionymi podmiotami.